# Duguetia pauciflora
Duguetia pauciflora là loài thực vật có hoa thuộc họ Na. Loài này được Rusby mô tả khoa học đầu tiên năm 1920.